# Syllitus sinuatus
Syllitus sinuatus là một loài bọ cánh cứng trong họ Cerambycidae.